# Euteleuta laticauda
Euteleuta laticauda är en skalbaggsart som beskrevs av Bates 1885. Euteleuta laticauda ingår i släktet Euteleuta och familjen långhorningar.
Artens utbredningsområde är Panama. Inga underarter finns listade i Catalogue of Life.